# Campeonato Africano de Judo de 2001
El XII Campeonato Africano de Judo se celebró en Trípoli (Libia) entre el 6 y el 9 de noviembre de 2001 bajo la organización de la Unión Africana de Judo.
En total se disputaron dieciséis pruebas diferentes, ocho masculinas y ocho femeninas.

## Resultados

### Masculino
| Evento            | Oro                       | Plata                              | Bronce                                               |
| ----------------- | ------------------------- | ---------------------------------- | ---------------------------------------------------- |
| –60 kg            | Omar Rebahi Argelia       | Abdeluahed Idrisi Chorfi Marruecos | Atef Mustafa · Egipto · Biram Seck · Senegal         |
| –66 kg            | Amar Meridya Argelia      | Farid Ibrahim · Egipto             | Yasin El-Julali Marruecos Hasen Musa Túnez           |
| –73 kg            | Nuredin Yagubi Argelia    | Haizam El-Huseini · Egipto         | Safuan Ataf Marruecos Ferrid Kheder Túnez            |
| –81 kg            | Salim Butabcha Argelia    | El-Sayed Abumedan · Egipto         | Adil Belgaid Marruecos Abdesalem Arus Túnez          |
| –90 kg            | Adil Laknifi Marruecos    | Rostand Melaping Camerún           | Mohamed Ben Saleh · Libia · Hesham Mesbah · Egipto   |
| –100 kg           | Sami Belgrun Argelia      | Islam El-Shehabi · Egipto          | Sadok Jalgui Túnez Imad Badou Marruecos              |
| +100 kg           | Mohamed Buaichaui Argelia | Steeve Nguema Ndong Gabón          | Anis Chedli Túnez                                    |
| Categoría abierta | Anis Chedli Túnez         | Sami Belgrun Argelia               | Islam El-Shehabi · Egipto · Adil Belgaid · Marruecos |

### Femenino
| Evento            | Oro                               | Plata                  | Bronce                                               |
| ----------------- | --------------------------------- | ---------------------- | ---------------------------------------------------- |
| –48 kg            | Hayer Barhumi Túnez               | Salima Lalili Argelia  | Mariam Hosam Eldin · Egipto                          |
| –52 kg            | Salima Suakri Argelia             | Chahnez Mbarki Túnez   | Sylvie Lago Costa de Marfil                          |
| –57 kg            | Rose Marie Kouaho Costa de Marfil | Lynda Mekzin Argelia   | Hanem Esayed Jater · Egipto · Karima Dhauadi · Túnez |
| –63 kg            | Zubida Buyacub Argelia            | Maryann Ekeada Nigeria | Yasmin Sabra · Egipto · Hanan Fadisi · Marruecos     |
| –70 kg            | Lea Zahoui Blavo Costa de Marfil  | Rachida Uerdan Argelia | Keita Fanta Senegal Yusra Zribi Túnez                |
| –78 kg            | Huda Ben Daya Túnez               | Mélanie Engoang Gabón  | Akissi Monney Costa de Marfil Kahina Hadid Argelia   |
| +78 kg            | Samah Ramadan · Egipto            | Insaf Yahyaui Túnez    | Nathalie Oguielou Costa de Marfil                    |
| Categoría abierta | Samah Ramadan · Egipto            | Insaf Yahyaui Túnez    | Mélanie Engoang Gabón Jalila Hermani Marruecos       |

## Medallero
| Núm. | País            | Oro | Plata | Bronce | Total |
| ---- | --------------- | --- | ----- | ------ | ----- |
| 1    | Argelia         | 8   | 4     | 1      | 13    |
| 2    | Túnez           | 3   | 3     | 7      | 13    |
| 3    | Egipto          | 2   | 4     | 6      | 12    |
| 4    | Costa de Marfil | 2   | 0     | 3      | 5     |
| 5    | Marruecos       | 1   | 1     | 7      | 9     |
| 6    | Gabón           | 0   | 2     | 1      | 3     |
| 7    | Camerún         | 0   | 1     | 0      | 1     |
| 7    | Nigeria         | 0   | 1     | 0      | 1     |
| 9    | Senegal         | 0   | 0     | 2      | 2     |
| 10   | Libia           | 0   | 0     | 1      | 1     |
|      | TOTAL           | 16  | 16    | 28     | 60    |